# (466692) 2014 WY324
(466692) 2014 WY324 es un asteroide perteneciente al cinturón de asteroides, descubierto el 26 de septiembre de 2005 por el equipo Spacewatch desde el Observatorio Nacional de Kitt Peak (Arizona, Estados Unidos).